# Mochi

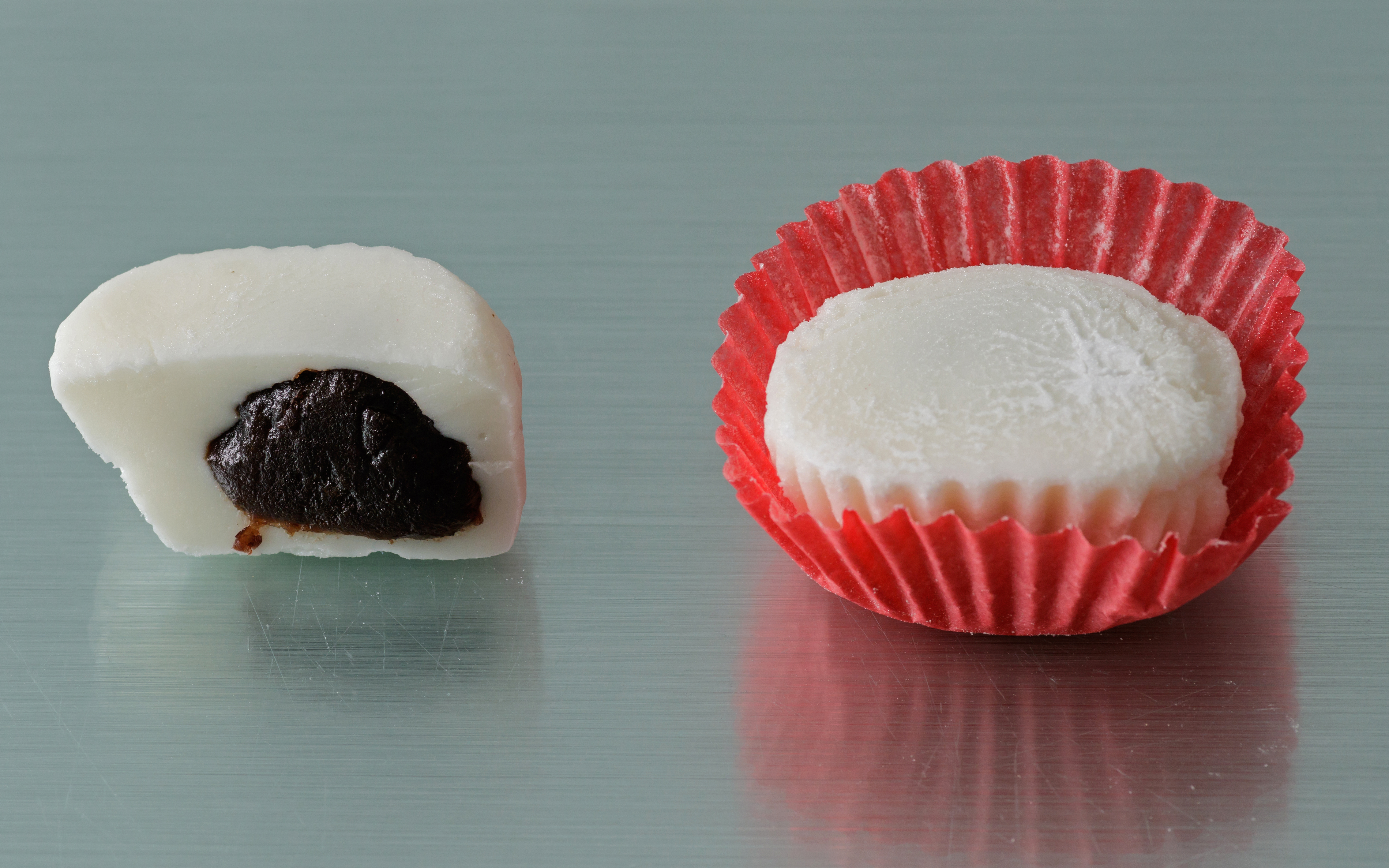
Mochi gefüllt mit Anko

Mochi [mo̞t͡ɕi] (japanisch 餅, kana もち; auch mit Honorativpräfix: O-Mochi oder Omochi, japanisch お餅) ist die Bezeichnung für japanische Reiskuchen aus Klebreis, die traditionell vor allem zu Neujahr gegessen werden.

## Zubereitung und Verzehr
Bei der in Japan üblichen Zubereitung wird der verwendete Klebreis (mochigome) zunächst gedämpft. Traditionell wird er dann in Holzbottich-Mörsern (japanisch 臼, usu) mit großen Holzstößeln (japanisch 杵, kine) geschlagen, wobei ein Helfer nach jedem Schlag den Reisklumpen wendet. Diese traditionelle Zubereitungsart wird heute jedoch fast nur noch auf Volksfesten oder bei öffentlichen Vorführungen von Sumoringern gezeigt. Normalerweise übernehmen Maschinen diesen Schritt aufgrund des enormen Kraftaufwandes, der dabei erforderlich ist.
Mochi können frisch zubereitet als weiche Kuchen, mit Eiscreme gefüllt oder in getrockneter Form gegessen werden. Oft werden sie geröstet und mit Zucker, Sojasauce oder Nori serviert. Zu Neujahr werden sie als Beilage zu Zōni, einer speziellen Neujahrssuppe, gegessen.
Wegen ihrer Klebrigkeit und der Tradition, möglichst viele Mochis zur Feier des neuen Jahres zu essen, kommt es jedes Jahr zu Todesfällen durch Ersticken oder durch den Bolustod, was von japanischen Zeitungen in Form von „Neujahrs-Todesstatistiken“ berichtet und häufig auch von westlichen Massenmedien aufgegriffen wird.

## Galerie

Mochi-Zubereitung und Art
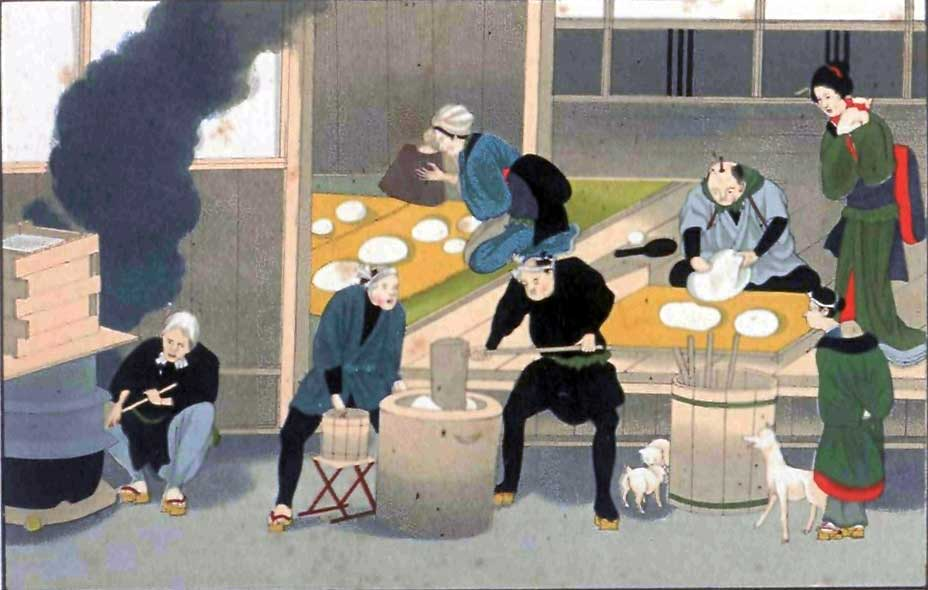
Japanese bakery – Mochi, J. M. W. Silver
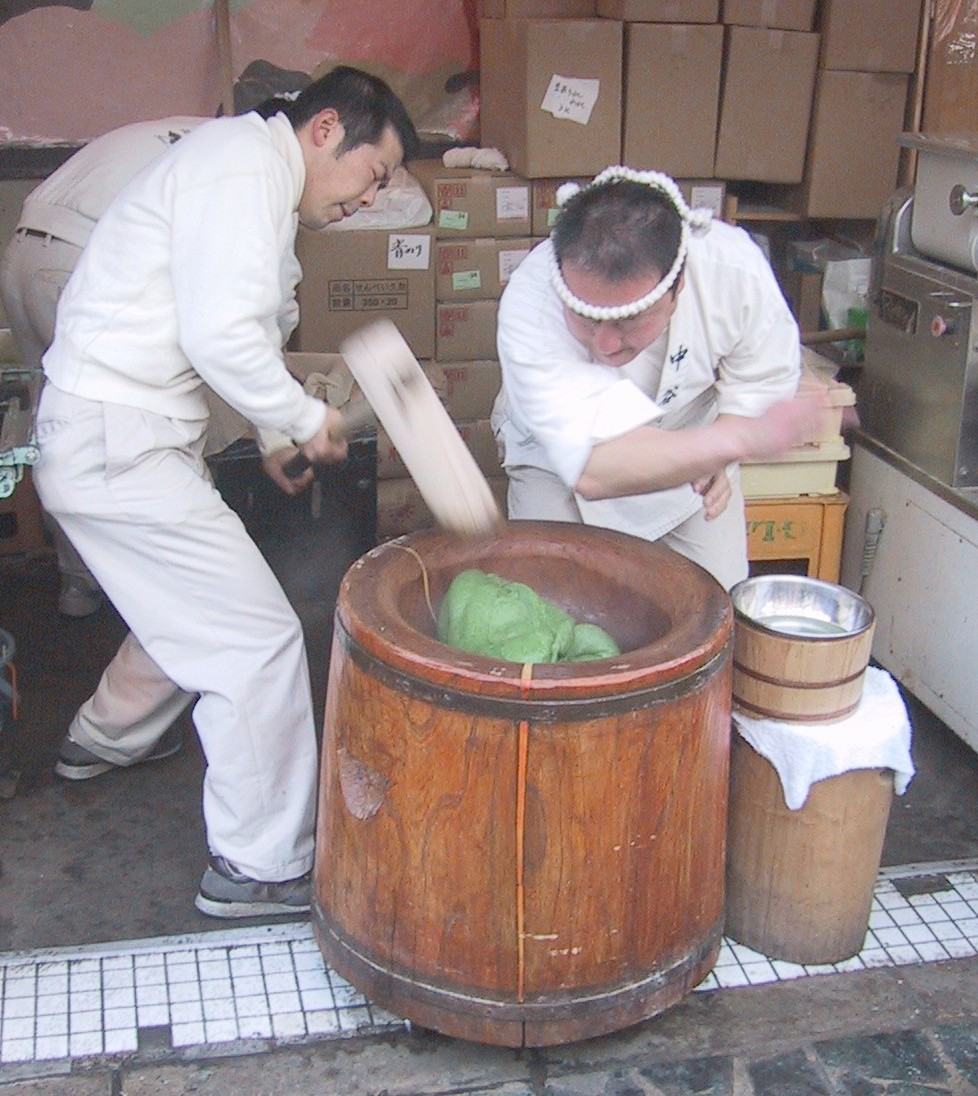
Traditionelle Zubereitung, Nara
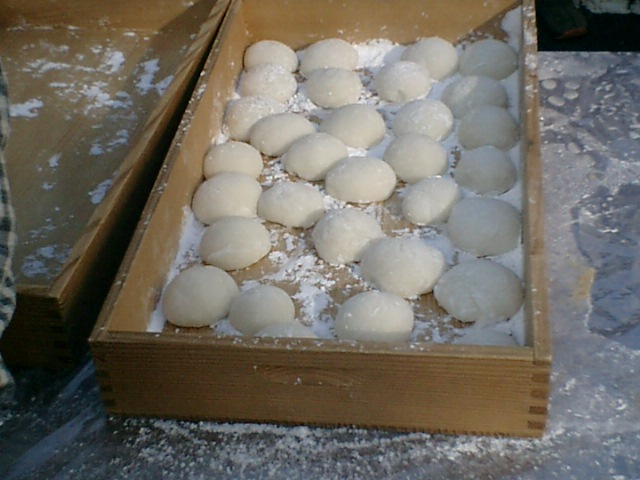
Marumochi – 丸餅, japanischer Reiskuchen
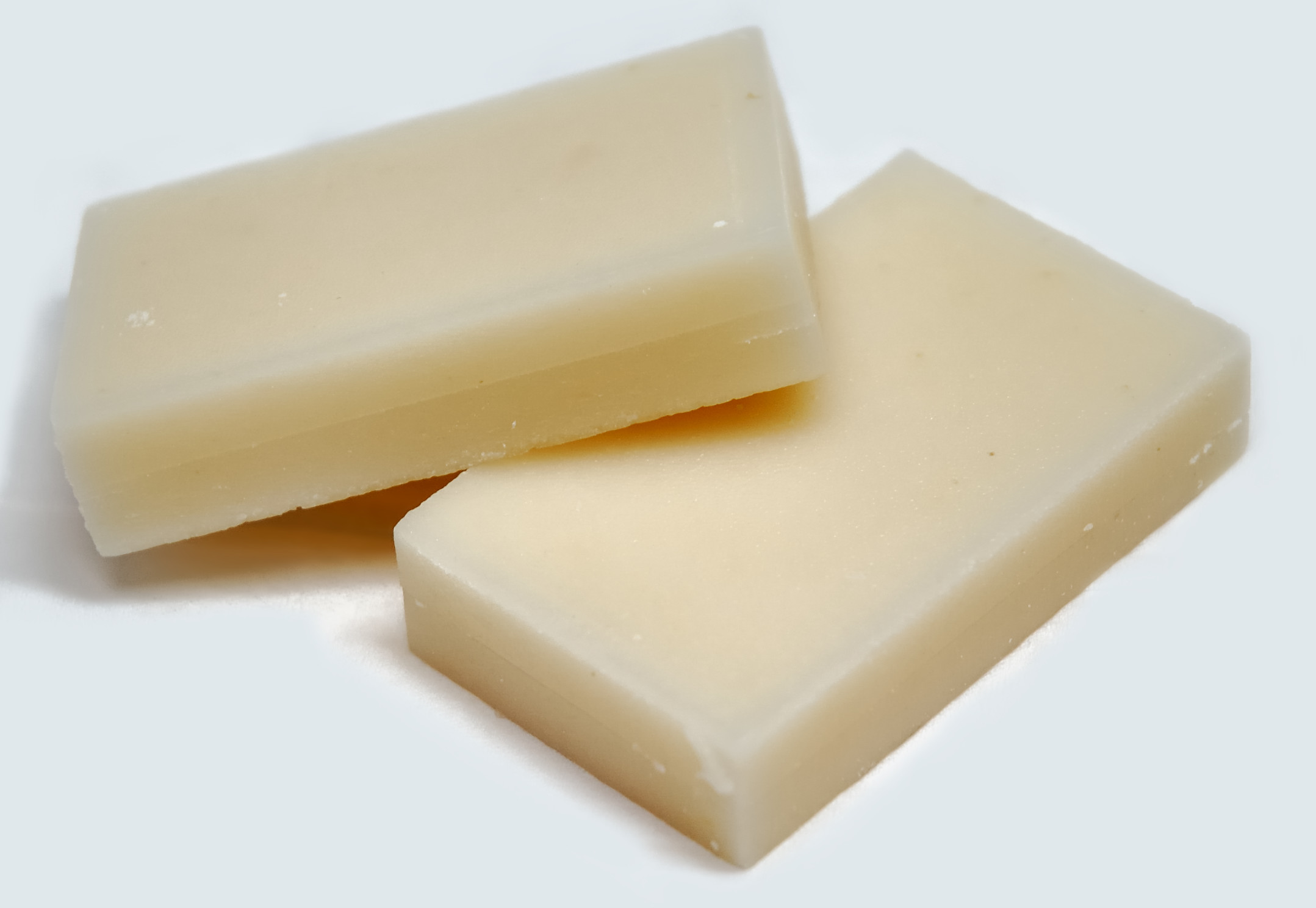
Kirimochi – 切り餅 bzw. Kakumochi – 角餅
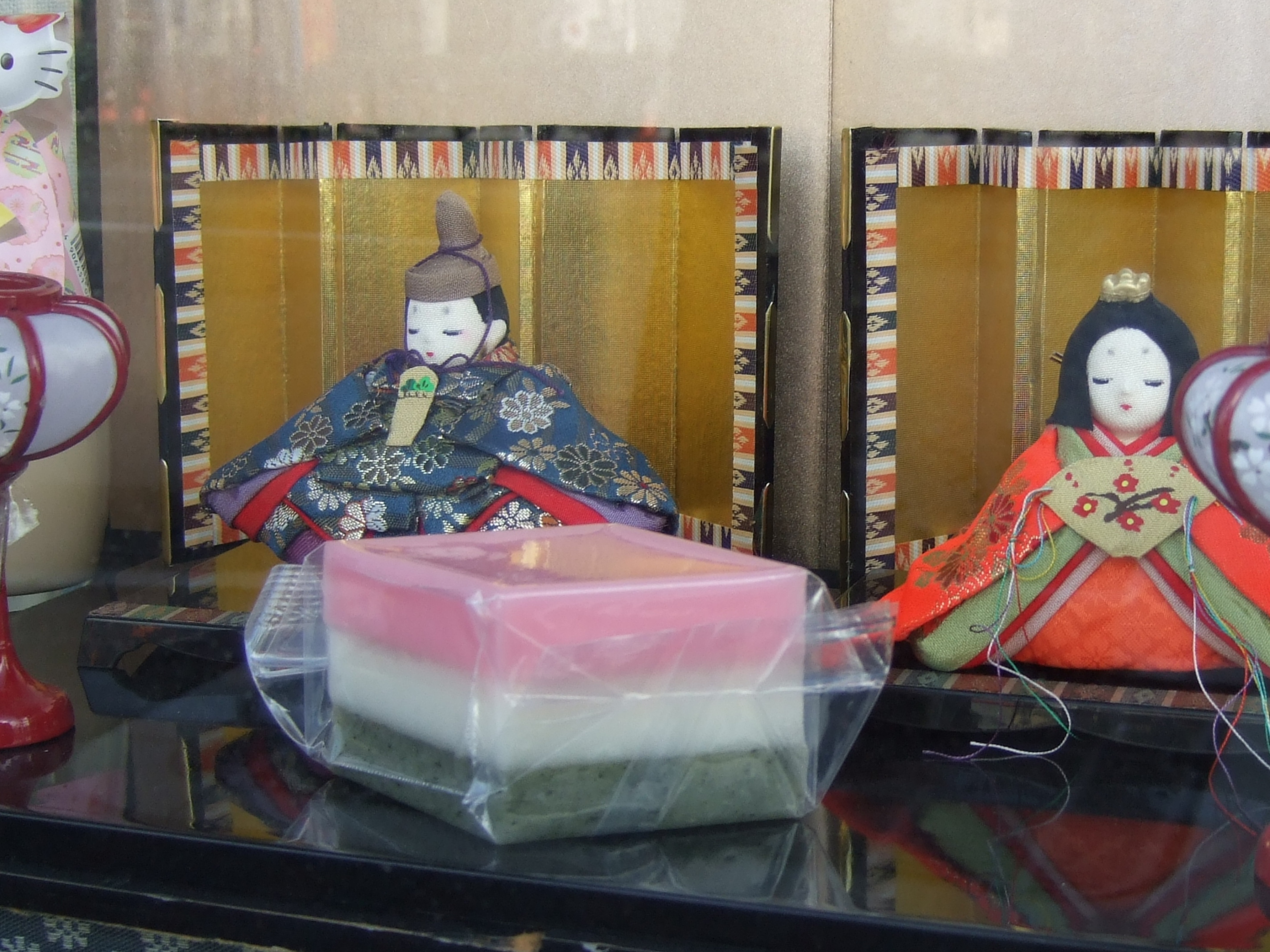
Hishimochi – 菱餅 – zum Hina-Matsuri

## Trivia
Eine besondere Tradition zum japanischen Neujahrsfest ist die Dekoration bzw. Opfergabe mittels Kagami-Mochi.